# Tracker

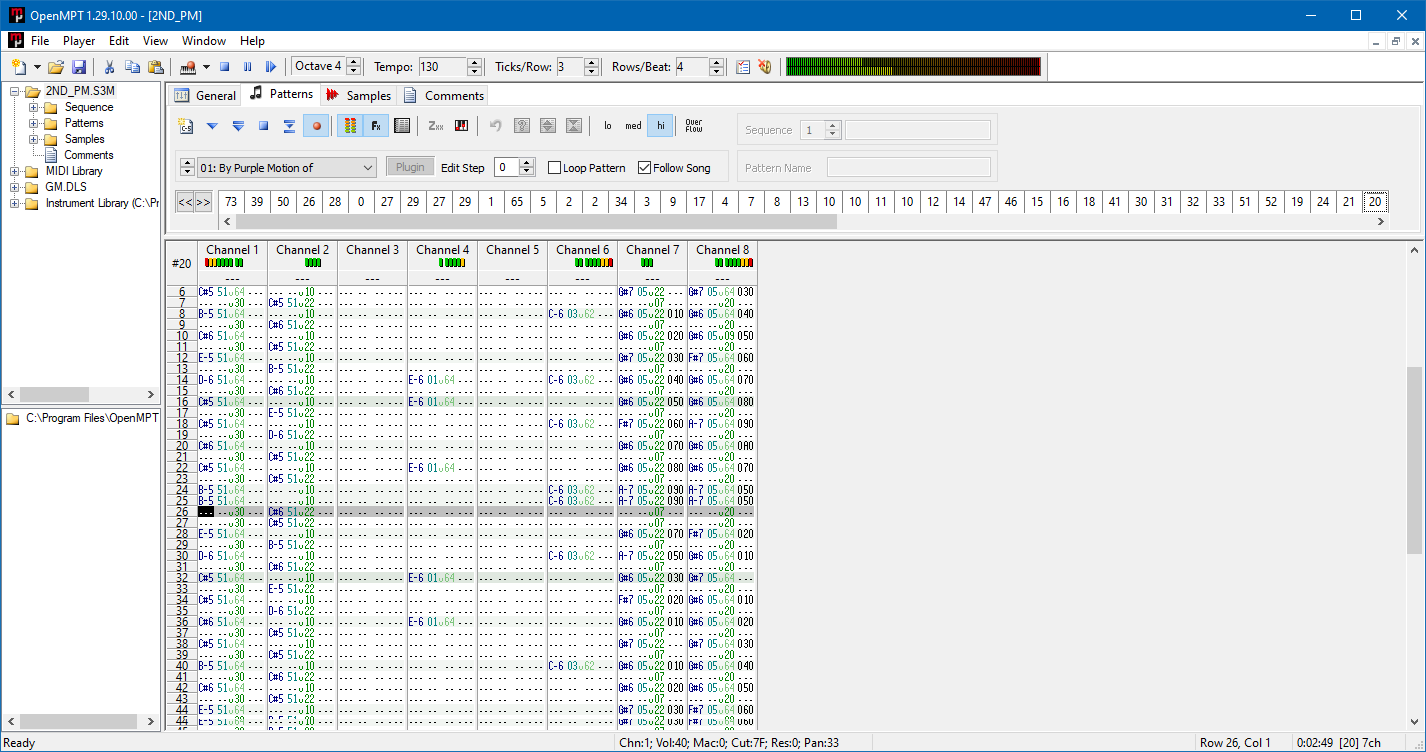
ModPlug Tracker je typickým trackerem v prostředí Windows. Dolní část ukazuje pattern s 11 kanály, nad ním lištu s orders (vysvětlení pojmů viz text)

Tracker (hudební tracker, audio tracker) je v oblasti software hudební program používaný pro vytváření hudebních skladeb. Patří do skupiny softwaru na míchání zvuku, ale je přizpůsobený na tvorbu hudby (tj. hovoří se o nástrojích namísto zvuků, tónů namísto frekvencí…). Skladbě vytvářené v trackeru se též říká (hudební) modul.

## Pojmy
Typický hudební tracker spravuje a organizuje seznam následujících složek:
- kanál (též channel, zvukový kanál) - složka zvukového výstupu výsledné skladby, tak, jak bude přehrávána. Význam je zde stejný jako zvukový kanál u jiného audio software. V každém kanálu může hrát nanejvýš jeden instrument. Některé trackery nicméně nabízejí možnost využít i další, „virtuální“ kanály, ve kterých například mohou doznívat noty určitého instrumentu, přerušené speciální značkou.
- track (český překlad dráha se nepoužívá) – Vizuální podoba kanálu. Tracky jsou většinou orientovány vertikálně (viz obrázek), nikoli vodorovně jako tomu je na notovém papíru. Jsou děleny na sloupec pro noty (typický frekvenční rozsah je od C-0 po B-7 či B-9), sloupec pro číslo instrumentu, sloupec pro hlasitost a sloupec pro efekty (viz dále).
- sampl (z angl. sample, česky vzorek, nepoužívá se) - zvukové soubory/nahrávky, ze kterých (jednoho nebo více z nich) mohou být složeny instrumenty (viz dále). Typicky fungují jako jeho jeden hlasový/nástrojový rejstřík, který je do určitého rozsahu tohoto instrumentu „namapován“ (např. jeden nástroj má 1. sampl pro tóny C-1 až B-4, 2. sampl pro C-5 až B-5 a 3. sampl pro C-6 až B-9). Trackery si umí poradit se samply různých nahrávacích frekvencí, a ty lepší i s různou šířkou samplu (8, 16, 24, 32 bitů na vzorek) i stereo samply (u těch jednodušších musí být všechny samply monofonní a se stereo výstup se může realizovat pouze při použití dvou kanálů). Lze si v nich i určit, má-li sampl po svém odehrání opakovat, a pokud ano, od které po kterou pozici.
- instrument (český název nástroj se používá méně) - sada samplů, které jsou v prostředí trackeru organizovány jako jeden logický celek. V trackeru se zapisují noty instrumentů, nikoli samplů – to, jaký se nakonec použije sampl, se určí podle jejich mapování v notovém/frekvenčním rozsahu a uživatel/skladatel se o to již nemusí starat. Více samplů pod jedním nástrojem se používá např. u perkusí (obdobně, jak to mají některé klávesové syntetizátory) nebo u kvalitních nahrávek hudebních nástrojů, jejichž zvuková charakteristika a „barva“ se proměňuje v závislosti na tónině, a je tedy snahou ji co nejvěrněji zachytit. Jednotlivým samplům v rámci jednoho nástroje lze navíc určit jejich výchozí hlasitost, výchozí panning (viz níže), tuning (posun nativní frekvence samplu oproti tónu C4) a „fine tuning“ (frekvenční vyladění v rozsahu ± jednoho půltónu).
- pattern (nebo zkomoleně patterna, z angl. pattern, český ekvivalent vzor se nepoužívá) - přibližně odpovídá notovému listu, je to část skladby, která může být použita vícekrát. Patterna se skládá ze sloupců (každý odpovídá jednomu tracku) a řádků. Každý řádek odpovídá základnímu časovému intervalu, v kterém se v každém kanálu patternu začne přehrávat instrument (je-li v něm zapsán).
- order (list) (česky sled (notových listů), nevžilo se) - sled patternů v tom pořadí, ve kterém se mají přehrávat. Tracker umožňuje takové pořadí vytvořit a editovat. Lze použít (a s výhodou se používá) více patternů stejného čísla za sebou pro přehrávání stejných pasáží na různých místech skladby.
- efekt (effect) – jeden z podporovaných příkazů trackeru (zapsaný do konkrétního řádku konkrétního tracku), který umožňuje během přehrávání upravovat kvalitativní vlastnosti již znějícího kanálu. V trackeru se většinou zapisuje jako dvě hexadecimální čísla, kde první určuje, o jaký efekt jde, a druhé slouží jako jeho parametr. Základní efekty ovlivňují výšku (frekvenci), hlasitost instrumentu znějícím v daném kanálu a umožňují tak simulovat některé herní techniky např. vibrato, tremolo, portamento atd. Některé efekty mají účinnost na celý track, jiné jsou globální, což znamená, že ovlivňují hudební modul celkově. Mezi ně patří například rychlost přehrávání nebo celková hlasitost.
- panning – jedna z hlavních vlastností přehrávání určitého zvukového kanálu vedle výšky a hlasitosti – je to pozice ve stereo výstupu mezi levým a pravým reproduktorem. Dá se implicitně nastavit pro každý sampl nebo se dá ovládat jedním nebo více efekty.
- tempo a rychlost – trackery rozlišují dva parametry, určující, jak rychle bude skladba hrát. Tempo odpovídá BPM a většinou může být nastaveno mezi hodnotami 16 a 255. Pod pojmem rychlost je v kontextu trackerů myšleno něco jiného než rychlost přehrávání – je to počet iterací, které má rutina přehrávače v každém řádku provést, než se přesune na řádek následující (paradoxně se tedy zvyšováním této hodnoty přehrávání zpomalí). Těmto iteracím se též říká tiky (ticks). Přestože existuje více kombinací BPM a rychlosti, které dohromady dají stejně rychlý posun not při přehrávání, rychlost (tedy počet tiků za řádek) ovlivňuje některé efekty, které jsou mění parametry výstupu relativně (např. relativní zvýšení frekvence o 1/8 za tik, ztlumení hlasitosti o 1/64 za tik nebo tremolo se střídou jednou za x tiků). Nastavení větší rychlosti (a její kompenzací v BPM) tyto postupné změny (enveloping nebo ramping) zjemní, nižší rychlost naopak způsobí, že budou evidentnější a „schodovitější“.

## Skládání a přehrávání
Každá pozice, která je průsečíkem sloupce/kanálu a řádku/doby, může nést informaci o notě instrumentu, který má v ten okamžik zaznít a/nebo efekty. Trackery též (kromě těch nejjednodušších z nich) umožňují skladateli přizpůsobit si délku (tj. počet řádků) každého patternu. Typický tracker má namapované alfanumerické klávesy pro pohodlné vkládání not z 2 po sobě jdoucích oktáv a aktuální oktávu umožňuje měnit přes ovládací prvky nebo klávesové zkratky.
Na začátku kompozice uživatel/skladatel určí počet kanálů, nahraje instrumenty a začne do první patterny vkládat noty. Po dokončení patterny vloží další a postupuje stejně. Při editaci může procházet mezi již vytvořenými patterny, přehrávat si je, kopírovat a vkládat jejich obsah i části do již existujících patternů.
Tracker lze použít též jako přehrávač již vytvořené nebo právě naeditované skladby. Při přehrávání zpravidla ukazuje aktuální pattern, na němž zvýrazní řádek, který je právě přehráván, popřípadě se celý pattern posouvá tak, aby aktuální řádka byla vždy uprostřed. Poté, co přehrávání dospěje na poslední řádek, automaticky skočí na první řádek té patterny, která je uvedena jako následující v seznamu patternů (order listu). Po poslední patterně v tomto seznamu skočí přehrávání opět na začátek. Do patternů lze též vložit globální efekty, například pro násilné ukončení aktuální patterny a skok na určitý řádek patterny následující ,nebo skok na začátek určené pozice v modulu.
Technicky je přehrávání implementováno ve dvou logicky-funkčních částech. Na jedné úrovni tracker v podstatě jen nechává ubíhat řádky patternů, všímá si not a efektů na aktuální řádce a v každém kroku pro každý kanál nastavuje a mění jeho „parametry“ – tedy jaký sampl má hrát (má-li), jakou frekvencí, hlasitostí a stereo pozicí, popřípadě s jakým efektem). Některé efekty vyžadují změnu těchto parametrů i „mezi řádky“, takže i o to též se tato funkční část stará. Druhá funkční část přebírá výsledky první části a podle mixuje zvukové kanály podle jejích aktuálních parametrů.

## Rozdíly modulů od jiných zvukových formátů
Je několik rozdílů zdigitalizovaných nebo streamovaných nahrávek od hudebního modulu – ten je v tomto ohledu spíše bližší MIDI souborům, s tím, že u něj nelze měnit jeho nástroje, neboť je má uloženy v sobě.
- Výrazná odlišnost u hudebního modulu od souborů typu WAV či MP3 spočívá v oddělení samplů a not – tedy toho, co bude přehrávat a jak. Zatímco u typické hudební nahrávky se formát MP3 v každém okamžiku potýká s ukládáním zvuků stejných nástrojů, v modulu jsou tyto nástroje uloženy jednou a poté už jenom informace o tom, který sampl/nástroj v jaké frekvenci a s jakým efektem zaznít. Tyto informace zabírají mnohem méně místa, a tak délka skladby téměř není úměrná výsledné velikosti souboru.
- To, co zazní při přehrávání hudebního modulu v určitém okamžiku, nezávisí pouze na pozici ve skladbě, ale je dáno i tím, co ve kterých kanálech doposud znělo (řada efektů hlasitost, výšku, paning atd. nenastavuje absolutně, ale tuto hodnotu zvyšuje nebo snižuje). Díky tomu může stejný pattern podruhé znít jinak. Skladatel si tak může různě hrát s použitím vhodných efektů a vhodně rozparcelovaných patternů, používat v nich noty bez uvedení nástroje, který nastaví těsně před jejich použitím, atd.
- Hudební modul je nicméně závislý na přehrávači, jeho správné interpretaci skladby, a očekává od něj dodatečnou „režii“ – procesor nezatíží dekomprimace zdigitalizovaného zvuku jako u streamovaných formátů, ale místo toho přesné časování skladby a pohyb v order listu, reakce na noty zapsané v patternech, implementace efektů a nakonec mixování takto zadaných not a efektů v odpovídající zvuky v kanálech modulu. Správná implementace přehrávání (v jiném přehravači, trackeru nebo dynamické knihovně) je stěžejní a přes všechnu snahu může u některých modulů docházet k různě „kakofonním“ odchylkám.
- Tím, že si globální efekty v patternech dokáží vynutit odskok na jiný order, mohou (v důsledku chyby nebo záměrně) v order listu vzniknout běžně nepřístupná („tajná“) místa, kam se přehrávač při svém normálním chodu nikdy nedostane. Někteří skladatelé toho využívají pro umístění alternativních zakončení svých skladeb nebo navržených ale nakonec nepoužitých patternů. Jeden modul tak mohl obsahovat i větší množství různých skladeb, které sdílely stejné nástroje, a to vše v jednom souboru.
- V 90. letech 20. století poměrně běžně vznikaly počítačové hry, které realizovaly doprovodnou hudbu pomocí hudebních modulů. Oproti streamované hudbě to mělo několik výhod:
  - Spolu s přehrávačem modulů získal programátor „zadarmo“ i možnost mixovat s hudbou i zvuky (například v dalším ad hoc kanálu).
  - Samotné trackery většinou podporovaly jeden nebo více efektů, určených pro synchronizaci mezi modulem a kontextem hry (program se dověděl, že modul dospěl do konkrétního místa, a mohl na to nějak zareagovat). Tento efekt měl i svůj 8bitový parametr, takže šlo vložit až 256 takových značek.
  - Jiným typem souhry mezi programem a modulem mohlo být to, že modul ve svém order listu obsahoval více motivů a program pro různé části hry (lokace, herní úrovně) začal modul přehrávat od předem určeného orderu, na kterém začínal ten který hudební motiv. Výhodou bylo i to, že nebylo nutno načítat různé soubory, a že nástroje byly sdíleny a uloženy jen na jednom místě.
  - Kromě takzvané in-game hudby šlo v modulu vytvořit i patterny či oblasti pro speciální případy ve hře (ztráta života, dokončení úrovně, získání určitého bonusu, atp.)
  - Některé hry šly v interakci hudby s dějem tak daleko, že spolu s dobře navrženou hudbou dokázaly vybírat patterny, které odpovídaly dané situaci, nebo naopak vždy po nějaké době náhodně přepínaly mezi patterny, od kterých začínal ten který motiv hudebního doprovodu, čímž způsobovaly, že hudba nezabředla do předvídatelné monotónnosti, ale místo toho se v různých obměnách opakovala.

## Nejznámější trackery
U osmi a šestnáctibitových počítačů:
Na Amize, v prostředí Workbench
- OctaMed.  Octamed (anglicky)
- Digibooster 1.0-1.7 a DigiBooster Pro
- Game Music Creator
- Sound-Tracker
- ProTracker
- SoundFX

Na Atari:
- Digital Tracker

Na PC, v prostředí MS-DOS:
- ModTracker
- FastTracker 1 a 2
- Scream Tracker 3
- Impulse Tracker

Ve Windows:
- ModPlug Tracker
- Renoise
- MadTracker
- MED Soundstudio

multiplatformní:
- MilkyTracker[1]